# Griffin Kinney
Griffin Patrick Kinney (Delaware, Ohio, 19 de enero de 1995) es un baloncestista estadounidense que pertenece a la plantilla del Etzella Ettelbruck de la Total League, la primera división del baloncesto luxemburgués. Con 2,03 metros de estatura, juega en la posición de alero.

## Trayectoria deportiva

### Universidad
Jugó durante cuatro temporadas con los Mountaineers de la Universidad Estatal de los Apalaches, en las que promedió 7,7 puntos, 4,9 rebotes y 1,0 asistencias por partido. Jugó un total de 122 partidos en esos cuatro años, el sexto jugador que más ha disputado en la historia del equipo.

### Profesional
Tras no ser elegido en el Draft de la NBA de 2018, el 19 de julio formó su primer contrato profesional con el Aris Leeuwarden de la Eredivisie, la primera división del baloncesto holandés. En su primera temporada en el equipo, ejerciendo como titular, promedió 15,4 puntos y 8,1 rebotes por partido.